# Campionati europei di canoa/kayak sprint 2024
I Campionati europei di canoa/kayak sprint 2024 sono stati la 34ª edizione della manifestazione continentale, organizzati dalla European Canoe Association. Si sono svolti presso il Nemzeti Kajak-kenu és Evezős Olimpiai Központ di Seghedino, in Ungheria, dal 13 al 16 giugno 2024.

## Paretcipanti
Gli atleti della Bielorussia e della Russia hanno gareggiato sotto la sigla Atleti Individuali Neutrali (AIN) e la bandiera dell'European Canoe Association. Durante le premiazioni, in luogo degli inni nazionali russo e bielorusso, è stato eseguito l'inno alla gioia.

## Podi

### Uomini
| Evento            | Oro                                                                                                 | Tempo     | Argento                                                                | Tempo     | Bronzo                                                                    | Tempo     |
| Kayak             | |           |                                                                        |           |                                                                           |           |
| K1 200 m (15.06)  | Olexandr Zaitsev Ucraina                                                                            | 35,407 s  | Jakub Stepun Polonia                                                   | 35,435 s  | Badri Kavelashvili Georgia                                                | 35,441 s  |
| K2 200 m (14.06)  | Iago Bebiano Kevin Santos Portogallo                                                                | 31,580    | Jakub Stepun Przemysław Korsak Polonia                                 | 31,897    | Levente Kurucz Márk Opavszky Ungheria                                     | 32,013    |
| K1 500 m (14.06)  | Ádám Varga Ungheria                                                                                 | 1:36,962  | Fernando Pimenta Portogallo                                            | 1:38,222  | Timon Maurer Austria                                                      | 1:38,365  |
| K2 500 m (15.06)  | Bence Nádas Sándor Tótka Ungheria                                                                   | 1:30,434  | Uladzislau Kravets Dzmitry Natynchyk Atleti Individuali Neutrali       | 1:31,154  | Mindaugas Maldonis Andrejus Olijnikas Lituania                            | 1:32,351  |
| K4 500 m (16.06)  | Mikita Borykau Uladzislau Kravets Uladzislau Litvinau Dzmitry Natynchyk Atleti Individuali Neutrali | 1:21,727  | Jakub Stepun Przemysław Korsak Piotr Morawski Sławomir Witczak Polonia | 1:21,781  | Manfredi Rizza Tommaso Freschi Francesco Lanciotti Giovanni Penato Italia | 1:22,268  |
| K1 1000 m (16.06) | Aleh Yurenia Atleti Individuali Neutrali                                                            | 3:35,122  | Bálint Kopasz Ungheria                                                 | 3:35,492  | Fernando Pimenta Portogallo                                               | 3:38,099  |
| K2 1000 m (14.06) | Samuele Burgo Andrea Schera Italia                                                                  | 3:11,133  | Bence Vajda Tamás Szántói-Szabó Ungheria                               | 3:11,680  | Cyrille Carré Étienne Hubert Francia                                      | 3:13,484  |
| K4 1000 m (15.06) | Mikita Borykau Uladzislau Kravets Uladzislau Litvinau Dzmitry Natynchyk Atleti Individuali Neutrali | 2:57,756  | Márk Opavszky Bálint Kollek Hunor Hidvégi Tamás Szántói-Szabó Ungheria | 3:00,073  | Álex Graneri Roi Rodríguez Pedro Vázquez Llenín Íñigo Peña Spagna         | 3:01,013  |
| K1 5000 m (16.06) | Fernando Pimenta Portogallo                                                                         | 20:26,749 | Ádám Varga Ungheria                                                    | 20:27,290 | Mads Pedersen Danimarca                                                   | 20:27,434 |
| Canoa             | |           |                                                                        |           |                                                                           |           |
| C1 200 m (14.06)  | Oleksii Koliadych Polonia                                                                           | 38,614    | Pablo Graña Alonso Spagna                                              | 38,874    | Zaza Nadiradze Georgia                                                    | 38,898    |
| C2 200 m (14.06)  | Alexei Korovashkov Ivan Shtyl Atleti Individuali Neutrali                                           | 37,438    | Aleksander Kitewski Oleksii Koliadych Polonia                          | 37,758    | Manuel Fontán Adrián Sieiro Spagna                                        | 38,105    |
| C1 500 m (15.06)  | Serghei Tarnovschi Moldavia                                                                         | 1:50,432  | Zajar Petrov Atleti Individuali Neutrali                               | 1:50,442  | Martin Fuksa Rep. Ceca                                                    | 1:51,248  |
| C2 500 m (16.06)  | Alexei Korovashkov Ivan Shtyl Atleti Individuali Neutrali                                           | 1:42,228  | Wiktor Głazunow Arsen Śliwiński Polonia                                | 1:42,404  | Gabriele Casadei Carlo Tacchini Italia                                    | 1:42,584  |
| C1 1000 m (15.06) | Cătălin Chirilă Romania                                                                             | 4:03,010  | Martin Fuksa Rep. Ceca                                                 | 4:03,254  | Serghei Tarnovschi Moldavia                                               | 4:05,744  |
| C2 1000 m (14.06) | Gabriele Casadei Carlo Tacchini Italia                                                              | 3:29,372  | Moritz Adam Nico Pickert Germania                                      | 3:31,639  | Oleg Tarnovschi Mihai Chihaia Moldavia                                    | 3:31,826  |
| C1 5000 m (16.06) | Balázs Adolf Ungheria                                                                               | 22:35,300 | Ivan Patapenka Atleti Individuali Neutrali                             | 22:40,889 | Serghei Tarnovschi Moldavia                                               | 23:13,527 |

### Donne
| Evento            | Oro                                                     | Tempo      | Argento                                                                            | Tempo     | Bronzo                                                               | Tempo     |
| Kayak             |                                                         |            |                                                                                    |           |                                                                      |           |
| K1 200 m (14.06)  | Anna Lucz Ungheria                                      | 39,543 s   | Katarzyna Kołodziejczyk Polonia                                                    | 40,280 s  | Bolette Iversen Danimarca                                            | 40,330 s  |
| K2 200 m (15.06)  | Blanka Kiss Anna Lucz Ungheria                          | 38,023     | Mia Medved Anja Osterman Slovenia                                                  | 38,166    | Katarzyna Kołodziejczyk Sandra Ostrowska Polonia                     | 38,623    |
| K1 500 m (15.06)  | Tamara Csipes Ungheria                                  | 1:54,580   | Emma Jørgensen Danimarca                                                           | 1:56,530  | Milica Novaković Serbia                                              | 1:57,177  |
| K2 500 m (16.06)  | Emma Jørgensen Frederikke Matthiesen Danimarca          | 1:45,804   | Justyna Iskrzycka Katarzyna Kołodziejczyk Polonia                                  | 1:45,911  | Alida Gazsó Tamara Csipes Ungheria                                   | 1:46,574  |
| K4 500 m (15.06)  | Noémi Pupp Sára Fojt Tamara Csipes Alida Gazsó Ungheria | 1:35,168   | Justyna Iskrzycka Sandra Ostrowska Julia Olszewska Katarzyna Kołodziejczyk Polonia | 1:36,388  | Maria Virik Anna Sletsjøe Hedda Øritsland Kristine Amundsen Norvegia | 1:37,151  |
| K1 1000 m (14.06) | Justyna Iskrzycka Polonia                               | 3:52,701   | Eszter Rendessy Ungheria                                                           | 3:53,908  | Melina Andersson Svezia                                              | 3:54,355  |
| K2 1000 m (15.06) | Noémi Pupp Sára Fojt Ungheria                           | 3:55,154   | Melina Andersson Julia Lagerstam Svezia                                            | 3:56,081  | Maria Virik Hedda Øritsland Norvegia                                 | 3:56,217  |
| K1 5000 m (16.06) | Emese Kőhalmi Ungheria                                  | 22 :33,539 | Melina Andersson Svezia                                                            | 22:34,641 | Maria Virik Norvegia                                                 | 22:35,532 |
| Canoa             |                                                         |            |                                                                                    |           |                                                                      |           |
| C1 200 m (16.06)  | Dorota Borowska Polonia                                 | 46,322     | Antía Jácome Spagna                                                                | 47,262    | Julija Truškina Atleti Individuali Neutrali                          | 47,712    |
| C2 200 m (15.06)  | María Corbera Muñoz Antía Jácome Spagna                 | 44,976     | Sylwia Szczerbińska Dorota Borowska Polonia                                        | 45,356    | Ágnes Kiss Bianka Nagy Ungheria                                      | 45,442    |
| C1 500 m (14.06)  | Alena Nazdrova Atleti Individuali Neutrali              | 2:02,749   | Giada Bragato Ungheria                                                             | 2:04,096  | María Corbera Muñoz Spagna                                           | 2:04,356  |
| C2 500 m (15.06)  | Ágnes Kiss Bianka Nagy Ungheria                         | 2:00,490   | Sylwia Szczerbińska Dorota Borowska Polonia                                        | 2:00,574  | Anhelina Bardanouskaya Volha Klimava Atleti Individuali Neutrali     | 2:00,784  |
| C1 5000 m (16.06) | Volha Klimava Atleti Individuali Neutrali               | 26:02,860  | Valeriya Tereta Ucraina                                                            | 26:21,898 | Zsófia Kisbán Ungheria                                               | 26:41,366 |

## Medagliere
| Pos.   | Paese                       | Oro | Argento | Bronzo | Totale |
| ------ | --------------------------- | --- | ------- | ------ | ------ |
| 1      | Ungheria                    | 10  | 6       | 4      | 20     |
| -      | Atleti Individuali Neutrali | 7   | 3       | 2      | 12     |
| 2      | Polonia                     | 3   | 10      | 1      | 14     |
| 3      | Portogallo                  | 2   | 1       | 1      | 4      |
| 4      | Italia                      | 2   | 0       | 2      | 4      |
| 5      | Spagna                      | 1   | 2       | 3      | 6      |
| 6      | Danimarca                   | 1   | 1       | 2      | 4      |
| 7      | Ucraina                     | 1   | 1       | 0      | 2      |
| 8      | Moldavia                    | 1   | 0       | 3      | 4      |
| 9      | Romania                     | 1   | 0       | 0      | 1      |
| 10     | Svezia                      | 0   | 2       | 1      | 3      |
| 11     | Rep. Ceca                   | 0   | 1       | 1      | 2      |
| 12     | Germania                    | 0   | 1       | 0      | 1      |
| 12     | Slovenia                    | 0   | 1       | 0      | 1      |
| 14     | Norvegia                    | 0   | 0       | 3      | 3      |
| 15     | Georgia                     | 0   | 0       | 2      | 2      |
| 17     | Austria                     | 0   | 0       | 1      | 1      |
| 17     | Francia                     | 0   | 0       | 1      | 1      |
| 17     | Lituania                    | 0   | 0       | 1      | 1      |
| 17     | Serbia                      | 0   | 0       | 1      | 1      |
| Totale | Totale                      | 29  | 29      | 29     | 87     |